# Južni laponski jezik
Južni laponski jezik (ISO 639-3: sma), laponski jezik kojim govori 600 ljudi, od toga 300 u švedskoj Laponiji (Krauss, 1995.): općina Vilhelmina; okruzi Dalarna (Idre), Jämtland (općina Härjedalen); 300 u Norveškoj, općina Hattfjelldal i Wefsen.
Pripadnici etničke skupine svoj jezik nazivaju lullisámegiella.

## Vanjske poveznice
- Ethnologue (14th)
- Ethnologue (15th)